# Bannière gauche du Nouveau Barag
Pour les articles homonymes, voir Barag.
La bannière gauche du Nouveau Barag (新巴尔虎左旗 ; pinyin : Xīnbā'ěrhǔ Zuǒ Qí) est une subdivision administrative de la région autonome de Mongolie-Intérieure en Chine. Elle est placée sous la juridiction de la ville-préfecture de Hulunbuir.

## Histoire
En 1734, l'administration des Qing a créé quatre nouvelles bannières gauches qui ont été unifiées en une seule en 1932. Le nom actuel est utilisé depuis 1959.

## Géographie

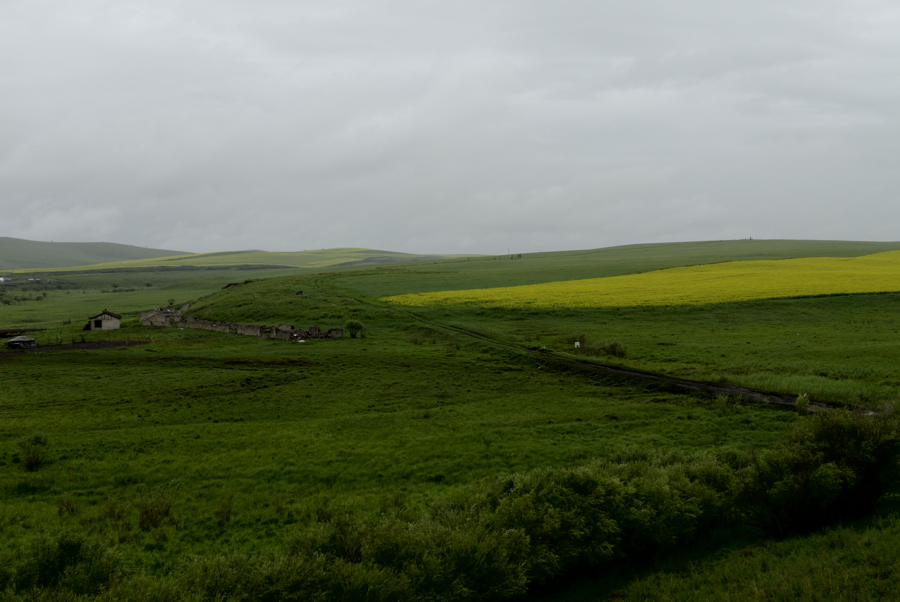
La prairie près de Gejige Tewula

Cette bannière s'étend sur le plateau de Mongolie au nord et sur la chaine du Grand Khingan au sud. Le sud est couvert de forêt et culmine au Orgon Ul à 1573 mètres d'altitude. La température annuelle moyenne est de −0,5 °C, celle de janvier de −24,2 °C.
Elle avoisine à l'est le Vieux-Barag et la bannière des Evenks, au sud la ligue de Xing'an, au sud-ouest la Mongolie, à l'ouest la bannière droite du Nouveau Barag, au nord-ouest la ville de Manzhouli et au nord la Russie. La frontière avec la Russie est formée par le milieu de la rivière Argoun et coupe en deux l'ile longtemps disputée d'Abagaitu.
Le chef-lieu de la bannière se trouve dans la commune d'Amgulang. Elle est subdivisée en deux bourgs, Amgulang (阿木古郎镇) et Qagan (嵯岗镇), en six sums, Bayan Nur (巴音诺尔苏木) , Ganjur (甘珠尔苏木) , Modon Amj (莫达木吉苏木) , Obor Bulag (乌布尔宝力格苏木) , Jabhulangt (吉布胡郎图苏木) et Handagai (罕达盖苏木) ainsi qu'un pâturage national ayant le statut de commune, Qagan Shuangwa (嵯岗双娃牧场) .
L'économie est dominée par le pastoralisme des Mongols qui élèvent des chevaux, des vaches, des moutons et des chèvres.

## Démographie
La population de la bannière était de 39 877 habitants en 1999 soit une densité de 2 habitants par km².
Elle est répartie suivant les ethnies suivantes (2000) :
- Mongols : 29 682 habitants (71 %)
- Han : 10 854 hab. (26 %)
- Daur : 658 hab. (1,6 %)
- Mandchous : 262 hab. (0,6 %)
- Evenks : 103 hab.	(0,25 %)
- Hui : 42 hab. (0,1 %)
- Oroqen : 17 hab. (0,04 %)
- Russes : 12 hab. (0,03 %)
- Autres : 17 hab. (0,04 %)

## Culture
La bannière, avec la Bannière droite du Nouveau Barag, est le centre de la population bouriate des Nouveaux Bargas qui parle le dialecte nouveau bargu.